# المخاض المطول
المخاض المطول هو عدم قدرة المرأة على الاستمرار في الولادة عند المخاض. يستمرالمخاض لفترات طويلة عادة أكثر من 20 ساعة للأمهات لأول مرة، وأكثر من 14 ساعة للنساء اللائي أنجبن بالفعل أطفال. يمكن أن يحدث الفشل في الاستمرار خلال مرحلتين مختلفتين ؛ المرحلة الكامنة والمرحلة النشطة من المخاض. المرحلة الكامنة من المخاض يمكن أن تكون متعبة عاطفية وتسبب التعب، لكنها عادة لا تؤدي إلى مزيد من المشاكل. المرحلة النشطة من المخاض، من ناحية أخرى، إذا طال أمدها، يمكن أن تؤدي إلى مضاعفات طويلة الأجل. 
من المهم مراقبة العلامات الحيوية للأم والجنين حتى يمكن اتخاذ تدابير وقائية إذا بدأ المخاض لفترة طويلة. يجب أن تكون النساء اللائي يعانين من المخاض لفترة طويلة تحت إشراف طبيب مجهز جراحياً. يتم تحديد إذا كان المخاض لفترة طويلة بناءً على المعلومات التي يتم جمعها فيما يتعلق بالقوة والوقت بين الانقباضات. تتبع الفرق الطبية هذه البيانات باستخدام موضع قسطرة الضغط داخل الرحم (IUPC) ومراقبة الجنين الإلكترونية المستمرة (EFM). IUPC عبارة عن قش يتم إدراجه في الرحم بجهاز عرض يقرأ متى تأتي الانقباضات ومدى قوتها. وتستخدم EFM لتتبع معدل ضربات القلب الجنين.  إذا أشار أي من الأجهزة إلى أن العلامات الحيوية قد توقفت وبدأت المخاض لفترات طويلة، فمن المهم أن يبدأ الفريق الطبي في مناقشة العلاج والخيارات البديلة للولادة.
يمكن أن ينجم المخاض المطول عن مجموعة متنوعة من القضايا المختلفة ؛ وضع الجنين داخل الرحم، مشاكل مع تقلصات الرحم، عسر ولادة عنق الرحم أو تضيق، وعدم تناسق رأسي. كل من سوء وضع الجنين وعسر الولادة عنق الرحم قد يؤدي إلى انسداد في المخاض .  سيحدد سبب المخاض المطول التدخل الطبي الذي يجب أن يحدث. يمكن للمهنيين الطبيين إما الدخول في تدابير وقائية أو اللجوء إلى الأساليب الجراحية لإزالة الجنين. إذا لم تتم معالجتها بشكل صحيح أو على الفور، يمكن أن تعاني كل من الأم والجنين من مجموعة متنوعة من المضاعفات طويلة الأجل، وأخطرها الموت. لا يوجد «حل سريع» للمخاض لفترات طويلة، ولكن هناك تدابير وقائية يمكن اتخاذها، مثل دفعات الأوكسيتوسين .  من أجل الولادة السليمة والمأمونة للطفل، سيتدخل الأطباء غالبًا في ولادة الطفل وإجراء عملية الولادة المهبلية المساعدة من خلال استخدام ملقط أو مستخرج شفط، أو إجراء عملية قيصرية . 

## العلامات والأعراض
تشمل الأعراض: 
- تمتد فترة المخاض إلى ما بعد 18 ساعة
- الجفاف واستنفاد الأم
- ألم حول الظهر والجانبين والفخذين من الأم نتيجة لضغط العضلات الشديد
- ألم شديد عندما يبدأ المخاض
- زيادة معدل ضربات القلب للأم
- تورم الأمعاء الغليظة على جانبي الرحم نتيجة تراكم الغاز
- حساسية الرحم
- الكيتوزيه
- عدم استقرار الجنين
- تمزق الرحم

### مضاعفات
- عدم استقرار الجنين نتيجة انخفاض مستويات الأكسجين
- نزيف داخلي لرأس الجنين (نزيف داخل الجمجمة)
- فرصة أكبر للولادة عن طريق الجراحة
- مخاطر الإصابات طويلة المدى للرضيع مثل اعتلال الدماغ الإقفاري بنقص التأكسج (HIE) أو الشلل الدماغي
- التهابات في الرحم
- الأضرار التي لحقت قناة الولادة
- عدوى ما بعد الولادة
- نزف ما بعد الولادة

### مرحلة المخاض الكامن المطول
يصف المصطلح المخاض الذي يحدث ببطء شديد.  هذا لا يعني بالضرورة أن صحة الأم أو الجنين معرضة للخطر، لكنها مؤلمة ومؤشرا هاما للأطباء على الانتباه إلى علامات التحذير من المخاض المطول.

### مرحلة المخاض النشط المطول
مرحلة المخاض التي تمتد إلى ساعات متعددة (14 على الأقل). يمتد عنق الرحم عادة 4 سم قبل حدوث المخاض النشط.  عندما تبدأ لأول مرة، يتم تشجيع النساء على الوقوف والتجول وتناول الطعام أو الشراب.  إذا امتد الفشل في التقدم إلى ما بعد هذه النقطة، فيجب اتخاذ تدابير وقائية.

## الأسباب

### سوء تمثيل الجنين[9]
سوء تمثيل الجنين هي مواقف غير منتظمة لتاج رأس الجنين بالنسبة لحوض الأم (الجنين في وضع غير طبيعي).  بعض الطرق المهمة لإدارة سوء تمثيل الجنين هي إجراء تقييمات سريعة لحالة النساء فيما يتعلق بالعلامات الحيوية وكذلك معدل ضربات القلب للجنين. إذا كان معدل ضربات قلب الجنين غير طبيعي، وإذا تمزق الأغشية وكان السائل الأمنيوسي غير شائع، فمن المهم للمهنيين الطبيين تحديد الجزء المقدم من الجنين وموضع رأس الجنين. طرق الولادة الممكنة، إذا كانت هذه هي الحالة، هي التقديم المركب، أو الولادة المقعدية المهبلية، أو الولادة القيصرية للعرض المقعدي اعتمادًا على شدة سوء التمثيل

### تقلصات الرحم
يشير هذا إلى حالات الرحم التي تؤدي إلى عدم وجود تنسيق أو قوة كافية للرحم لتمدد عنق الرحم ودفع الطفل خلال قناة الولادة. تعتبر المشكلات المتعلقة بانقباضات الرحم هي السبب الرئيسي للولادة الطويلة خلال المرحلة الكامنة. قد لا تحدث الانقباضات نتيجة لأورام الرحم. بالإضافة إلى ذلك، إذا كان الرحم ممتدًا، عادة بسبب الحمل السابق أو ولادة توأم، فقد تكون الانقباضات صعبة. يمكن إصلاح الانقباضات غير المنتظمة أو الضعيفة من خلال تحفيز الرحم أو ضخ الأوكسيتوسين. قد ينجم نقص الانقباضات عن كمية هائلة من مسكنات الألم أو التخدير، والتي يجب أن تتوقف بها الأدوية. في هذه الحالة، من المناسب إجراء الولادة المهبلية المساعدة.

### تضيق عنق الرحم
يحدث عسر ولادة عنق الرحم، أو تضيق، عندما يفشل عنق الرحم في التمدد بعد فترة زمنية عملية أثناء آلام الرحم الإيجابية. المشاكل الرئيسية في عسر الولادة عنق الرحم هي قلة الجمود الرحمي وتشوهات عنق الرحم، والتي تمنع عنق الرحم من التمدد بالكامل.  هو نموذجي جداً للمرضى الذين يعانون من قصور الغدة النخامية .  هناك العديد من المضاعفات السابقة التي قد تؤدي إلى تضيق. الحالات الشائعة التي تؤدي إلى تضيق هي الأورام، المثانة الكاملة، حجم كبير من الرضيع، الحمل المتعدد، تأخير في تمزق الأغشية، أو مشاكل في عنق الرحم. قد يتداخل الضغط العالي مع تقدم الحمل في مثل هذه الحالات، مما يؤدي إلى المخاض لفترة طويلة.

### التناسب رأسي حوضي
عدم تناسق رأسي الحوض هو القضية التي تنشأ عندما يكون جسم أو رأس الجنين كبيرًا ليمر عبر حوض الأم.  الحالات الشائعة التي تؤدي إلى هذه الحالة هي مرض السكري ، والحمل المتعدد، والحوض الصغير أو غير الطبيعي، ومواقع الجنين غير التقليدية، والعوامل الوراثية، وحالات الحمل لأول مرة. يمكن للمهنيين الطبيين عادة تقدير ما إذا كان حجم الجنين كبيرًا جدًا استنادًا إلى الموجات فوق الصوتية ، لكنها ليست دقيقة تمامًا دائمًا. يحدد الأطباء عادةً هذه الحالة عندما يبدأ المخاض ويكون استخدام الأوكسيتوسين غير فعال. الطريقة الأكثر أمانًا للولادة هي القيصرية.

## الوقاية
إذا كانت الأم تتم مراقبتها عن كثب وبدأت تظهر عليها علامات المخاض المطول، فيمكن للمهنيين الطبيين اتخاذ تدابير وقائية لتحسين فرص النساء اللائي يلدن طفلها في غضون 24 ساعة.  يعد التشخيص الأولي الدقيق للمخاض المطول استنادًا إلى العلامات والأعراض مهمًا للغاية في تطبيق العلاج الوقائي المناسب. عادةً ما يتم استخدام عمليات ضخ الأوكسيتوسين عند بضع السلى الأولي لإعادة المخاض الطبيعي إلى المسار الصحيح. يكون تطبيق الأوكسيتوسين فعالًا فقط إذا تم إعطاؤه على أساس عسر ولادة الجنين. طريقة العلاج هذه تخص حالات الجنين فقط. إذا كان الطفل يعاني من سوء التمثيل، على سبيل المثال، فإن الطريقة الوحيدة الآمنة والموثوقة للمضي قدماً في الولادة هي التدخل الطبي.

### الولادة القيصرية
المقاطع القيصرية، التي يشار إليها أيضًا باسم المقاطع القيصرية، هي عادةً حلول سريعة لقضية الفشل في التقدم. غالبًا ما تكون الولادة القيصرية أفضل الخيارات لتجنب إلحاق الأذى بالجنين أو الأم، خاصةً إذا ثبت أن المخاض يهدد الحياة. يحدث ثلث الولادات القيصرية نتيجة للمخاض المطول  عادة ما تكون الولادة القيصرية إجراءً ضروريًا في المخاض لفترات طويلة لتجنب المضاعفات الخطيرة للولادة. إذا وصلت الأم إلى المرحلة النشطة من المخاض المطول، فإن الولادة القيصرية هي الحل الأكثر أمانًا. يجب إجراء الولادة القيصرية على الفور إذا كانت هناك علامات على عدم استقرار الجنين أو تمزق الرحم أو هبوط الحبل السري. من المهم أن يتم تجهيز المهنيين الطبيين وإعدادهم في حالة وجود ولادة قيصرية ضروري. هناك نافذة زمنية تحتاج فيها الولادة القيصرية إلى التنفيذ إذا ظهرت أي علامات تحذير. إذا كان هناك تأخير في الولادة القيصرية، فقد يحدث ضرر دائم للطفل، مثل الشلل الدماغي أو اعتلال الدماغ الإقفاري بنقص التأكسج (HIE). نظرًا لجميع عوامل الخطر الموجودة في حالة المخاض المطول، من المهم للغاية أن تكون الفرق الطبية مناسبة تمامًا ومستعدة لإجراء الولادة القيصرية إذا لزم الأمر.